# Sohran
Sohran (els Rojos) foren una tribu kurda descendent de Kalus, pastor àrab de Bagdad, que es va refugiar a la vila d'Hudiyan a la comarca d'Awan del territori després conegut com a Sohran. El seu fill fou proclamat emir de Balakan a l'est de Rawanduz i va ocupar el castell d'Awan. La capital dels sohrans fou Harir a la riba d'un afluent del Gran Zab, més avall de Rawanduz. El territori fou anomenat Sohran. Eren encara una tribu poderosa vers el 1600 però després van sucumbir als atacs dels seus veïns i els Baban es van aprofitar de la seva decadència.